# Tanderosion
Tanderosion innebär att tandemaljen nedbryts eller fräts av syraangrepp. Tillståndet kan uppkomma av föda eller dryck, eller av magsaft eller brist på saliv. När man äter eller dricker syrarika livsmedel blir tandemaljen mjukare under en kort tid. Saliven tar sakta bort denna syrlighet i munnen och återställer den naturliga balansen, men om munnen ofta utsätts för syraattacker hinner den inte reparera sig själv. Små bitar av emaljen kan då borstas bort och över tid förlorar man tandytan.
Tanderosion upptäcks som regel i senare skeden. Tänderna blir då missfärgade, får sprickor och blir genomskinliga.
Syrarika livsmedel (så som läsk och fruktjuice) är den främsta orsaken till tanderosion. Bulimi är ett sjukdomstillstånd där höga nivåer av syra förekommer i kräkningar, vilket orsakar skada på tandemaljen. Även gastroesofagal refluxsjukdom kan leda till tanderosion, då de syror som produceras i magen kan leta sig upp till munnen. En stor alkoholkonsumtion är ytterligare en faktor som kan leda till att tandemaljen bryts ner av syraangrepp.